# Maurice Rouel
Maurice Rouel, né le 22 février 1910 et mort le 6 mars 1987, est un homme politique français.

## Détail des fonctions et des mandats
Mandat parlementaire
- 8 décembre 1946 - 7 novembre 1948 : Sénateur de la Corrèze

Mandat local
- juin 1946 - octobre 1947 : maire de Brive-la-Gaillarde